# Комбат (пісня)
«Комба́т» (рос. Комбат) — пісня та слова поета Олександра Шаганова і музику композитора Ігоря Матвієнка, написана на початку 90-х. Пісня була випущена ансамблем «Любе» в альбомі «Комбат» 1996 року, проте записана і виконана вона була ще влітку 1995 року, першою з одинадцяти пісень альбому.

## Зміст
Микола Расторгуєв з похмурим виглядом оповідає про нелегкі будні командира батальйону, — «Батяні-комбата», — який «ніколи не ховався за спини» своїх підлеглих — 18-річних призовників. Тяжка ноша командира — щоденний ризик своїм власним життям і життям своїх солдатів, адже не приведи Господи, на війні зловити свою кулю. На війні як на війні — все серйозніше ніж у кіно. Війська відчувають безперервний брак боєприпасів і забезпечення, але відступати їм нікуди — «за ними Росія, Москва і Арбат».

## Історія написання пісні
Поет Олександр Шаганов зізнався в інтерв'ю «Російської аграрної газети», що текст пісні «Батяня-комбат» пролежали у нього в письмовому столі біля двох років, і тільки потім народилася пісня, яку заспівала вся країна. «Там за туманами», «Комбат» і багато інших пісень з високою темою прийшли до нього абсолютно неусвідомлено. Композитор Ігор Матвієнко, який і написав музику до пісні, повідав в інтерв'ю «Московському комсомольцю», що відразу після виходу пісні «Комбат» йому прийшли поштою близько півсотні творів у подібному стилі.

## Війна в Україні
З початком повномасштабного російського вторгнення в Україну, Расторгуєв став рупором рашистської пропаганди та регулярно публікує заклики до війни з Україною і підтримує геноцид всього населення країни, а пісня «Комбат» стала одним із неофіційних гімнів окупаційних військ РФ. Особисті акаунти музикантів гурту у соцмережах поширюють фейкові новини та закликають до знищення українського народу. За пропагандистські та українофобські публікації Расторгуєву заблокували сторінку  в Instagram.

## Реліз
Соліст «Любе» Микола Расторгуєв в інтерв'ю «Вечірньої Москви» назвав точну дату запису пісні — 7 травня 1995 року. Співак підтвердив що пісня була записана колективом до дня 50-ї роковини Великої Перемоги, просто з нагоди свята. Але, на загальне здивування музикантів, вона тут же пішла в народ і стала мегахітом. З неї ж і почався перехід групи на військову тематику. Пізніше, співак розкрив в інтерв'ю Gzt.ru, що артисти не могли не відобразити чеченську кампанію, — звідси виросли і «Комбат» і пізніша «Солдат», — а сам він вважає «Комбат» мегахітом народного значення і єдиною гідною піснею про війни, яка з'явилася у 90-х роках, а тому й знайшла відгук в учасників усіх війн, і афганської, і чеченської. Як зазначає завідувач відділом суспільства газети «Коммерсант» Юрій Яроцький, з виходом пісні в 1995 році для «Любе» настав справжній зоряний час. Тоді, в розпал святкування 50-ї роковини Перемоги, і з'явилася пісня «Комбат». І вона стала не просто хітом, але мало не гімном ювілею. А з урахуванням того, що ветерани німецько-радянської війни до сучасної культури ставляться без особливого захоплення, успіх, на думку Яроцького, був безпрецедентним. Продюсер Ігор Матвієнко воліє пояснювати успіх пісні в категоріях аудіо: «Звучне слово з двох складів, обидва закриті … Слово „офіцер“ не таке звучне, і мене воно навряд чи зачепило б».

## Рецензії та критика
Головний редактор «Музичної газети» Олег Климов, коментуючи вихід альбому «Комбат», навмисно не торкається вмісту альбому і його заголовної пісні, яку знає весь колишній СРСР, оскільки, на його думку, — це було б з його боку просто неввічливо. Радіоведучий і музичний критик Борис Барабанов, у своїй рецензії на альбом «Свої», назвав пісню «Комбат» головним хітом групи «Любе».
Музикант Єгор Лєтов спільно зі своїми одногрупниками з колективу «Гражданская оборона», завжди слухав пісню «Комбат» під час застіль. «„На війні, як на війні…“ — У них є оце…» — так музикант схарактеризував особливий символізм пісні, і визначив рок як метод і засіб, за які гинути не потрібно, а потрібно, за словами Лєтова — за ідею і за Батьківщину….

## Кліп
Як повідомляло популярне видання «Музична правда», основні знімальні роботи над кліпом на пісню «Комбат» велися в Анапі, недалеко від місця дислокації одного з великих російських десантних з'єднань. У перший раз знімальна група (режисер Степан Михалков, оператор Сергій Козлов) зняла епізоди із зображенням бойових дій в серпні 1996, а у вересні того ж року автори знову відправилися до десантників. Замість зайнятого роботою над художнім фільмом Сергія Козлова, найбільш ймовірними кандидатами на операторську роботу при зйомках «Комбата» були Максим Осадчий і Владислав Опельянц. У підсумку кліп на екрани не вийшов.

## Цікаві факти
Заступник головного редактора журналу «Коммерсант Власть» Вероніка Куцилло в опитуванні, проведеному журналістами про авіаінциденти, повідала про історії, яка трапилася в розпал президентської кампанії 1996. Тоді Борис Єльцин любив виступати перед народом прямо на вулицях. Щоб його чули не тільки перші ряди, служба безпеки Президента возила з собою величезні колонки позамежної потужності. І ось одного разу, на зворотному шляху з одного російського міста, розслабленим співробітникам служби безпеки спала на думку оригінальна ідея — підключити до президентських колонок магнітофон. Підключили. І з потужністю близько ста децибелів у літаку під час польоту почули: «Комбат, батяня, батяня, комбат! За нами Росія, Москва і Арбат!» Співробітники служби безпеки Президента хором підхопили: «Вогонь, батарея, вогонь, батальйон!» — І відбивали ритм ногами. Літак розгойдувався в такт. Стюардеси авіакомпанії «Росія» бігали по проходу з абсолютно білими обличчями і намагалися вмовити шанувальників «Любе» хоча б зменшити звук, але їх, із зрозумілих причин, ніхто не чув. Так і летіли. Чому літак не впав, — міркує Куцилло, — невідомо досі — мабуть, врятувала майстерність льотчиків.
Іншу примітну історію повідав представник NASA Карлос Фонтано в 2000 році. Кожен ранок на борту Міжнародної космічної станції починався з пісні, яка за вибором самого екіпажу вибиралася як «будильник» для космонавтів. Щодня, команда у складі п'ятьох американських астронавтів і двох російських космонавтів, починали свій орбітальний робочий день під нову пісню. Заявки при цьому від кожного члена екіпажу приймалися в порядку загальної черги в Центрі управління польотами. На прохання росіянина Бориса Морукова на космічній станції звучала «Комбат».